# Anthony Levatino
Anthony Levatino (Albany, Nueva York, Estados Unidos, 19 de diciembre de 1956) es un abogado y médico especializado en Obstetricia y ginecología, conferencista, actor y activista provida reconocido porque realizó alrededor de 1.200 abortos y luego arrepentido se unió a la causa provida.

## Biografía

### Estudios
Anthony Levatino es médico y abogado, se graduó de la escuela de medicina en Albany Medical College, de Nueva York en 1976 y terminó la residencia en 1980, en este momento él era decididamente pro aborto y enseñó como profesor asociado de obstetricia y ginecología en Albany Medical Center, donde también se desempeñó como Director de Estudiantes de Medicina y Director del Programa de Residencia. En la primera parte de su carrera, el Dr. Levatino realizó más de 1,200 abortos en el primer y segundo trimestre. El Dr. Levatino ha practicado obstetricia y ginecología en Florida, Nueva York.

### Vida personal
Anthony Levatino es casado y con su esposa intentaron concebir un hijo sin éxito, en consecuencia, adoptaron a una niña llamada Heather. Durante el proceso de adopción, la esposa de Levatino quedó embarazada de un bebé. Después de que la familia adoptó a Heather, Levatino continuó practicando abortos. Dos meses antes del sexto cumpleaños de Heather, fue atropellada y asesinada por un automóvil en 1984 esta tragedia lo hizo replantear su vida y buscar un motivo para poder seguir adelante, después de este evento, Levatino cambió su opinión sobre el aborto y no volvió a realizar abortos, Su arrepentimiento ha sido comparado con el de Bernard Nathanson quien también fue un médico pro-aborto que terminó defendiendo la vida en todos los foros internacionales.

“Terminé ese aborto ... por primera vez en mi carrera después de todos esos años y todos esos abortos, miré ... y no vi su maravilloso derecho a elegir y no vi con qué gran médico la estaba ayudando. su problema, y ni siquiera vi los $ 800 en efectivo que acabo de ganar en 15 minutos. Todo lo que pude ver fue el hijo o la hija de alguien. (Anthony Levatino)”

### Activismo próvida
Ahora Anthony Levatino es un ferviente activista provida conocido por sus entrevistas sobre el aborto, así como por su testimonio ante el Congreso sobre los procedimientos de aborto, también participó como actor en Unplanned una película dramática estadounidense de 2019 escrita y dirigida por Cary Solomon y Chuck Konzelman que se basa en el libro de memorias Unplanned de Abby Johnson. La película está protagonizada por Ashley Bratcher, y sigue la vida de Abby Johnson como directora clínica de Planned Parenthood y su posterior transición al activismo contra el aborto el Dr. Anthony Levatino, interpretó al médico que aparece junto a Abby Johnson en la escena del ultrasonido, actualmente ejerce la medicina en Nuevo México.

## Filmografía
- 1998 Fox & Friends
- 2007 No nacidos en los EEUU: Dentro de la guerra contra el aborto
- 2019 Unplanned